# Doru Braia
Doru Braia (n. 27 august 1951, București) este un jurnalist român.
A trăit în exil în Germania din 1978, obligat să părăsească România după amenințarea "Jilava sau pleci", până după Revoluție. În exil a organizat manifestații împotriva regimului lui Nicolae Ceaușescu, a avut apariții și a dat interviuri în mass-media occidentale și a fost primit în audiență, pentru a expune situația reală din România, de Papa Ioan Paul al II-lea, Ronald Reagan, Helmut Kohl și Francois Mitterand.
Braia a lucrat temporar în anii 1980 și pentru postul Radio Europa Liberă. A făcut parte din diaspora anticomunistă și anticeaușistă.
A fost victima unei expulzări din România la 2 aprilie 1990, datorită poziției sale fățișe împotriva noului regim neocomunist din țară, cu toate că era, ca și până acum, cetățean român.
A fost membru al Societății Timișoara (inclusiv din colegiul de conducere al societății) până în noiembrie 2006, când a fost exclus în urma unei diversiuni cum că ar fi fost racolat de Securitate, contrazisă ulterior de CNSAS prin Decizia 1372 / 17.04.2007: "domnul BRAIA Doru nu a fost agent/colaborator al poliției politice comuniste".
Doru Braia nu a încercat niciodată, așa cum se zvonea, să candideze la președinția PNȚCD, în primul rând că nu a fost niciodată membru al vreunui partid politic, implicit nici PNȚCD.
Este nepotul cântărețelor Ioana Radu și Mia Braia.
Din 1996, s-a aflat permanent în România, unde a activat ca jurnalist cu editoriale la ziarele Cotidianul, Timișoara, Ziua, România Liberă, precum și cu emisiunea TV zilnică "Talk-Șoc" la postul N24.
Bolnav, părăsește din nou România și se restabilește în Germania.
Confirm autenticitatea datelor de mai sus și orice modificare adusă de altcineva nu poate avea decât un caracter calomnios, Doru Braia.

## Afilieri
- Prin decizia CNSAS nr. 1327/17.04.2007, se confirma faptul ca Dl. Doru Braia nu a făcut poliție politică.